# Flatpak
Flatpak, anteriorment conegut com a xdg-app, és una aplicació per al desplegament de programari i la gestió de paquets per a Linux. Independent de la distribució, elimina les dependències en incloure en els paquets totes les llibreries necessàries per a fer funcionar l'aplicació. Projecte de codi obert, impulsat per RedHat i liderat per Alexander Larsson.
Flatpak disposa de FlatHub com el seu dipòsit de programari més gran i de referència. Fou publicat el 2018, en línia, permet als desenvolupadors carregar les seves aplicacions per posar-les a disposició dels usuaris.